# Paromeosklooster

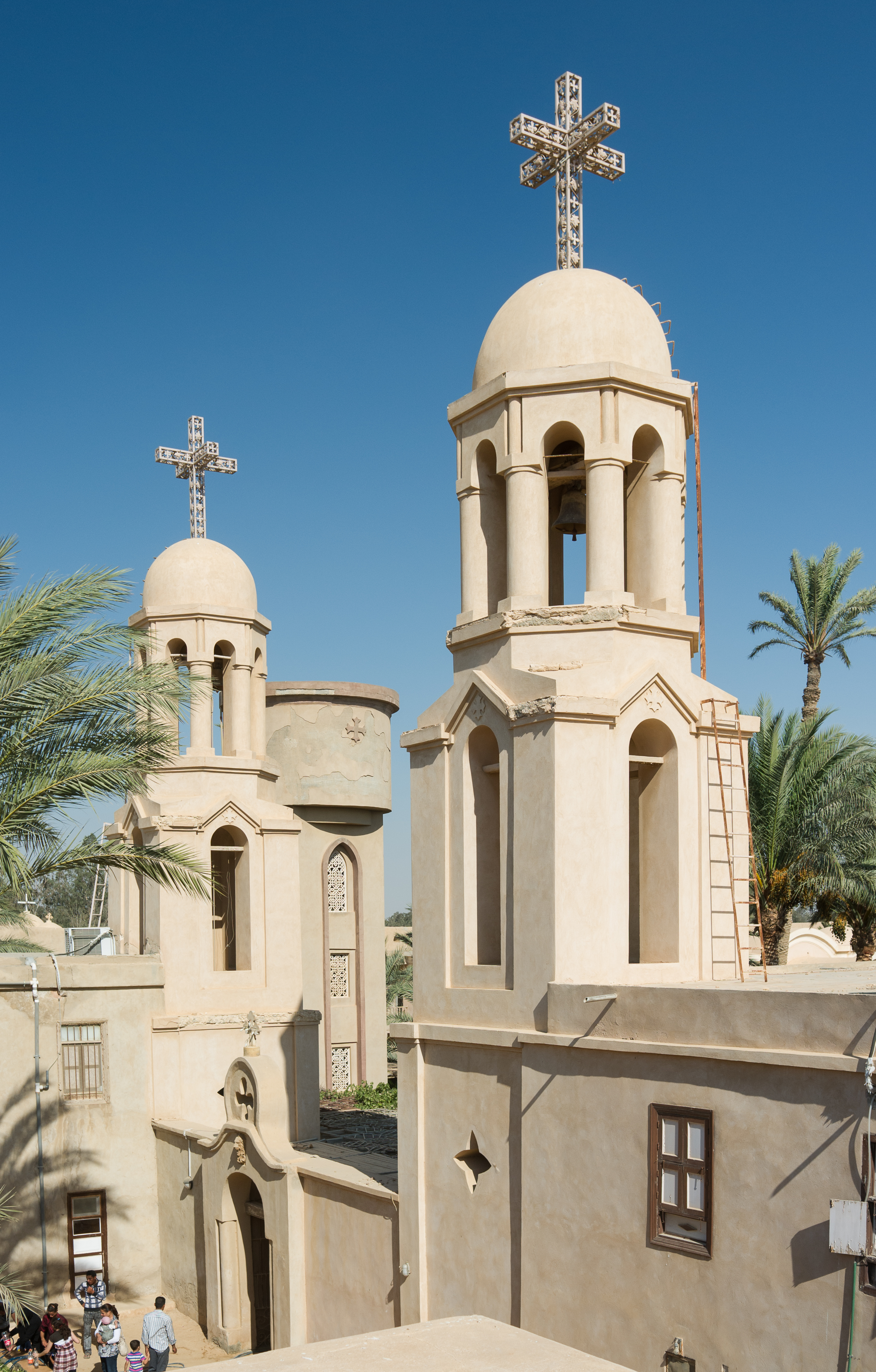
Het Paromeosklooster

Het Paromeosklooster of het Baromosklooster (Koptisch: ⲡⲁⲣⲟⲙⲉⲟⲥ, Arabisch: دير البراموس) is een koptisch klooster in Wadi Natroen in het noorden van Egypte. Van de vier kloosters in Wadi Natroen is dit de meest noordelijke. De naam Paromeos is afgeleid van het Koptische woord "Pa-Romeos", dat 'van de Romeinen' betekent.
Het klooster werd in 335 door de heilige Macarius van Egypte gesticht. Hij woonde eerst alleen als heremiet in de woestijn, maar kreeg na tien jaar vele volgelingen. Het klooster is gewijd aan Maria en tot op heden ten dage is het klooster bewoond door koptische monniken.
Nederlandse archeologen van de Universiteit Leiden hebben veel opgravingen verricht rondom het klooster.